# Sodio (sommergibile)
Il Sodio è stato un sommergibile della Regia Marina.

## Storia
All'annuncio dell'armistizio si trovava ancora in costruzione sullo scalo dei cantieri di Monfalcone.
Catturato dai tedeschi, fu ridenominato U. IT. 9; la costruzione continuò, molto a rilento causa la carenza di materiali.
Solo il 16 marzo 1944 si poté vararlo.
Il 16 marzo 1945 l’U. IT. 9, non ancora divenuto efficiente, fu colpito durante un bombardamento aereo alleato ed affondò, insieme al gemello Litio (U. IT. 8), nel porto di Monfalcone.